# Chaekgeori
Les Chaekgeori (hangeul : 책거리 ; hanja : 冊 ; RR : Chaekgeori ; MR : Ch'aekkŏri ; litt. « livres et objets »), sont une forme de peinture coréenne qui apparait lors du milieu de la période Joseon et est populaire du milieu du XVIIIe jusqu'au début du XXe siècle. Elle se caractérise par la représentation de bibliothèques personnelles dans lesquelles figures à la fois des livres, mais aussi des objets, présents dans  ces œuvres pour des raisons symboliques ou de prestige.
Ce type de peinture marque l'introduction des perspectives cavalières dans la peinture coréenne, diffusée depuis la Chine des Qing par les missionnaires jésuites qui introduisent alors en Asie plusieurs sciences et techniques occidentales. Ce style de peinture est aussi inspiré des cabinets de curiosités popularisés en Europe et aussi présents en Chine.
Ce goût pour des objets de la connaissances est le fruits de l'influences du mouvement Silhak (« études pratiques ») au sein de la société coréenne. Il est en particulier vigoureux au sein de la classe aisée des yangban, la classe des lettrés qui fournit l'essentiel des cadres de l'administration coréenne de l'époque.

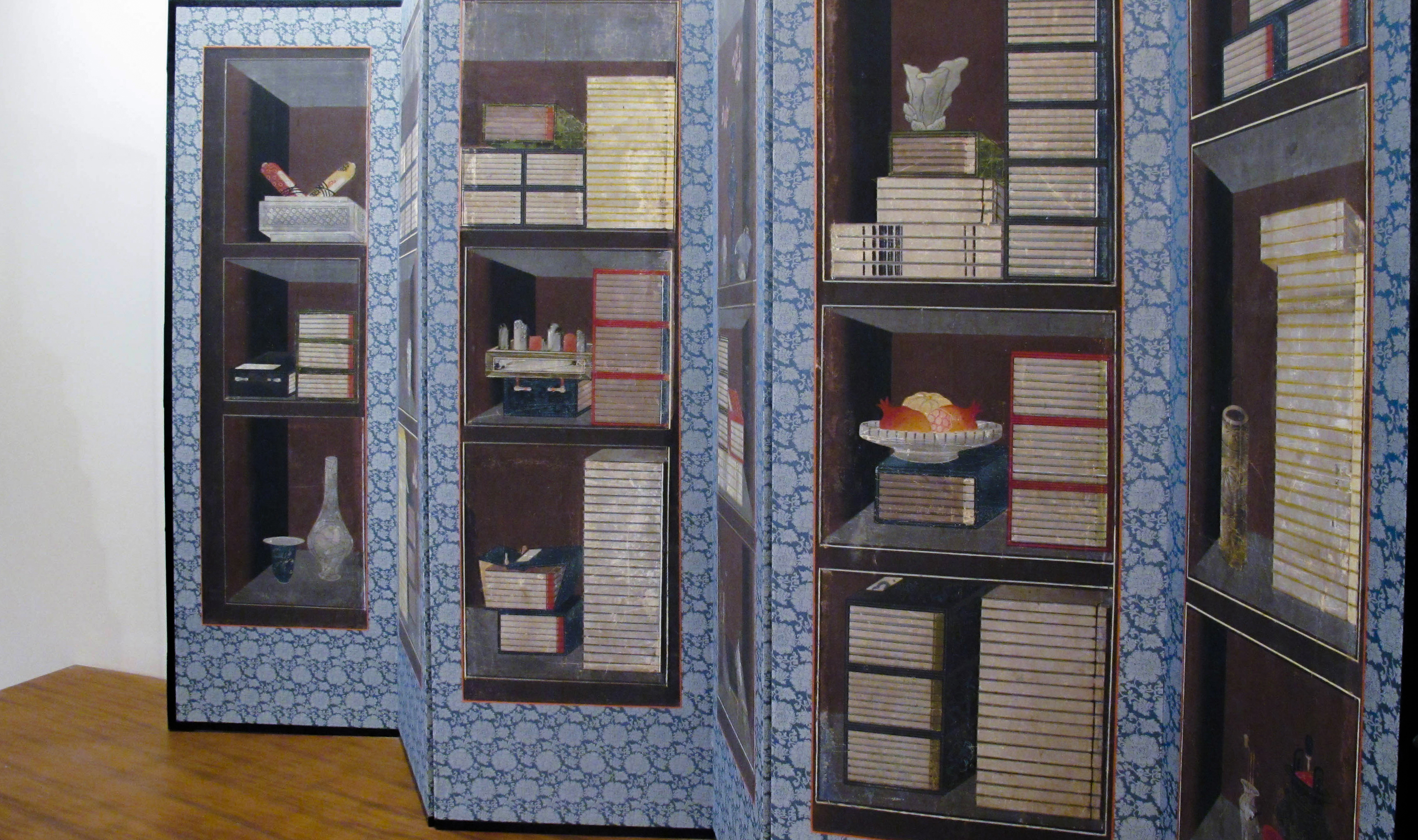
Chaekgorisous forme de paravent au Musée Guimet.
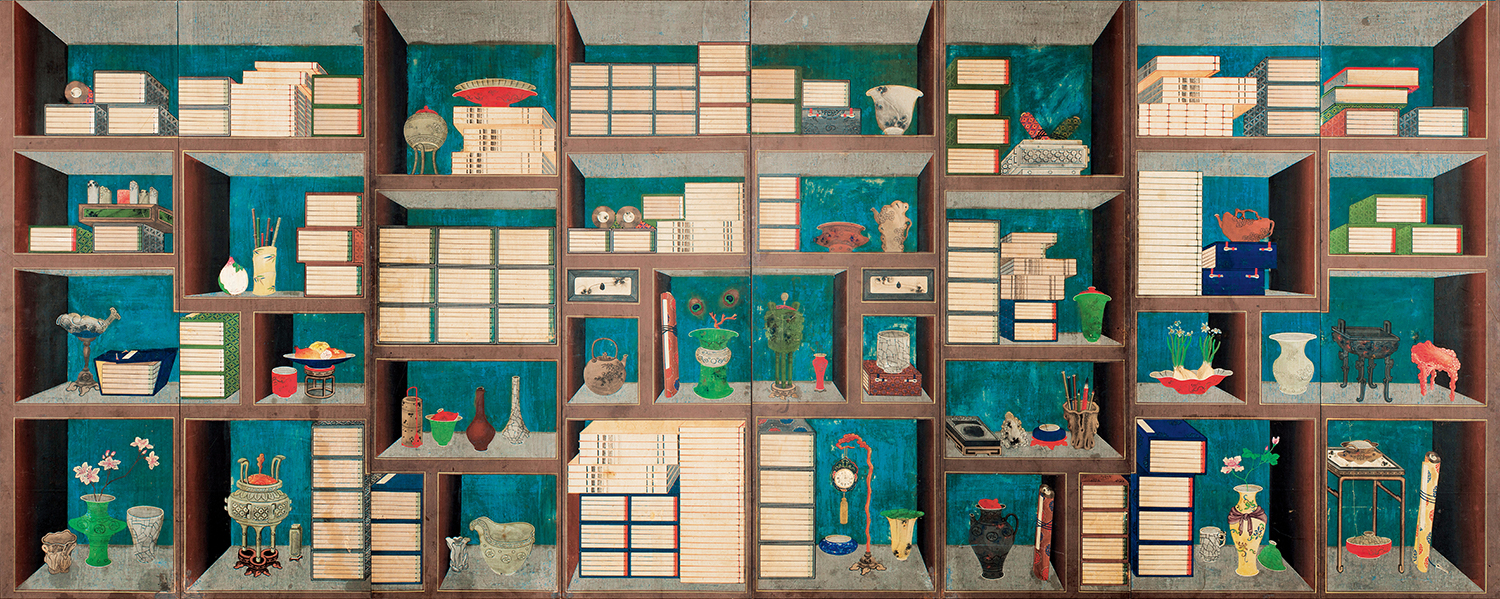
Chaekgori de Lee EungRok.
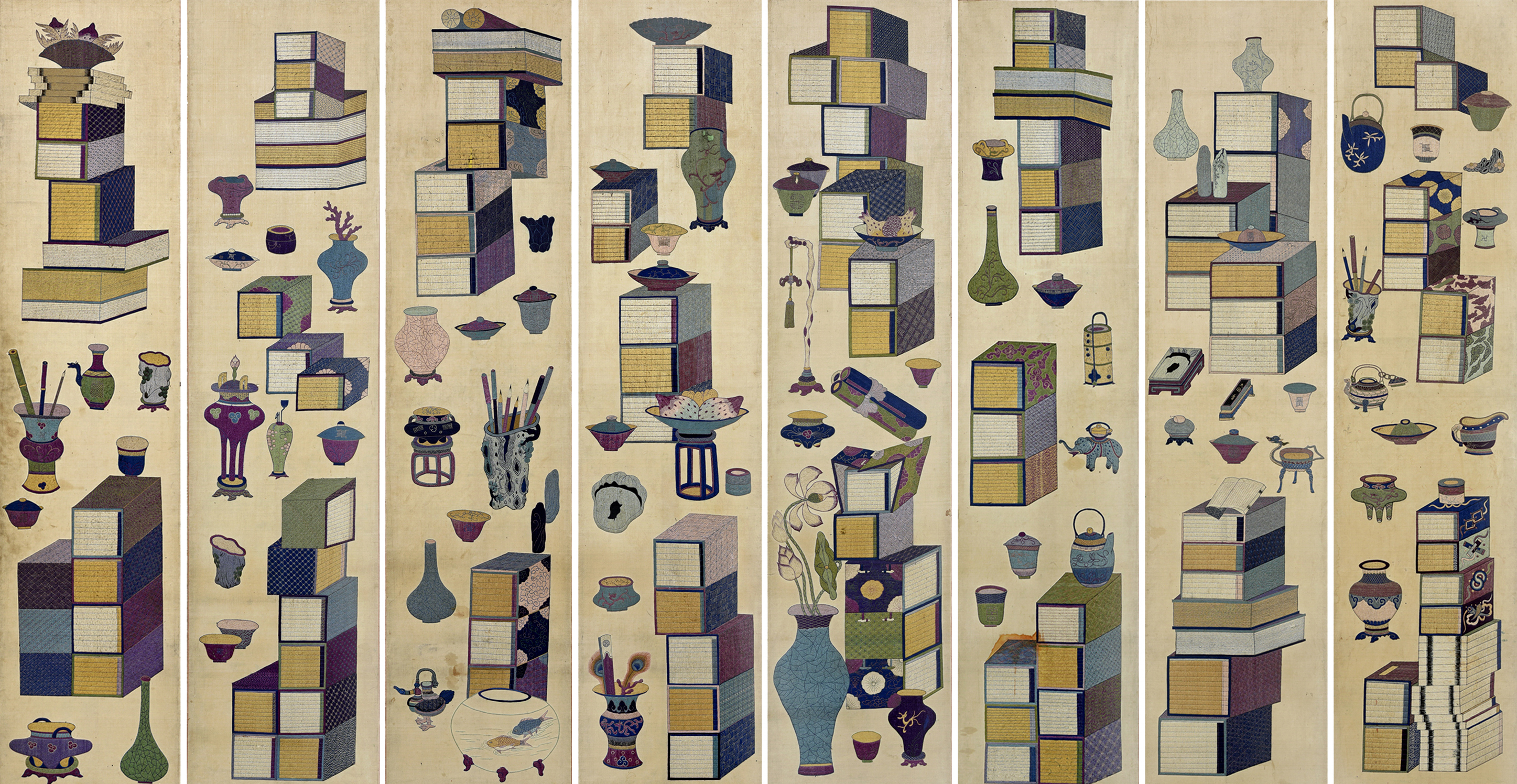
Chaekgori, anonyme.